# Leonel Maciel
Leonel Sergio Carlos "Leo" Maciel (* 4. Januar 1989 in Buenos Aires, Argentinien) ist ein argentinischer Handballspieler. Der 1,92 m große Torwart stand im Aufgebot der argentinischen Nationalmannschaft.

## Karriere

### Verein
Leonel Maciel spielte zunächst in seiner Heimat bei Dorrego Handball und SAG Polvorines, bevor er 2010 nach Spanien zum Zweitligisten Octavio Pilotes Posada wechselte, mit dem er 2011 in die erste Liga aufstieg. 2012 kehrte er vorerst nach Argentinien zurück zu SAG Villa Ballester. Nach dem Gewinn der Meisterschaft 2015 versuchte er erneut sein Glück im Ausland beim spanischen Erstligaabsteiger CB Zamora. In der ersten Saison scheiterte man noch am direkten Wiederaufstieg in die Liga ASOBAL in den Play-offs an Bidasoa Irún. Im Jahr darauf gelang der zweite Aufstieg der Vereinsgeschichte. Maciel aber unterschrieb anschließend bei BM Ciudad Encantada, mit dem er 2019 überraschend das Endspiel im Königspokal erreichte sowie 2018/19 und 2019/20 am EHF-Pokal teilnahm. Zur Saison 2021/22 wechselte der Argentinier zum Rekordmeister und amtierenden EHF-Champions-League-Sieger FC Barcelona. Dort gewann er 2021 den spanischen Supercup und den katalanischen Supercup sowie 2022 die Copa del Rey (Königspokal), die Copa ASOBAL, die spanische Meisterschaft sowie die EHF Champions League. Seit Juli 2022 steht er beim portugiesischen Erstligisten Sporting Lissabon unter Vertrag. Mit Sporting gewann er 2023 den portugiesischen Pokal und den portugiesischen Supercup sowie 2024 die Meisterschaft und erneut den Pokal. Er ging nach der Saison 2023/2024 wieder nach Spanien und unterschrieb einen Zwei-Jahres-Vertrag bei Bidasoa Irun.

### Nationalmannschaft
Mit der argentinischen Nationalmannschaft nahm Leonel Maciel an den Weltmeisterschaften 2013, 2019, 2021, 2023 und 2025 sowie den Olympischen Spielen 2020 teil.
Bei den Panamerikanischen Spielen 2019 und 2023, der Panamerikameisterschaft 2018 und der Süd- und mittelamerikanischen Handballmeisterschaft 2020 gewann er mit der Auswahl die Goldmedaille, bei den Südamerikaspielen 2018 und der Süd- und mittelamerikanischen Handballmeisterschaft 2022 die Silbermedaille. Zwischen 2010 und 2025 bestritt Maciel 143 Länderspiele, in denen er 17 Tore erzielte.